# El Achir
El Achir (em árabe: العشير) é uma cidade e comuna localizada na província de Bordj Bou Arreridj, Argélia. Segundo o censo de 2008, a população total da cidade era de 23 101 habitantes.